# NGC 6638
NGC 6638 је збијено звездано јато у сазвежђу Стрелац које се налази на NGC листи објеката дубоког неба.
Деклинација објекта је - 25° 29' 45" а ректасцензија 18h 30m 56,2s. Привидна величина (магнитуда) објекта NGC 6638 износи 9,2. NGC 6638 је још познат и под ознакама GCL 95, ESO 522-SC30.